# Die Together
Die Together – singel greckiej piosenkarki Amandy Georgiadi Tenfjord wydany 10 marca 2022. Piosenkę skomponowali Amanda Georgiadi Tenfjord i Bjørn Helge Gammelsæter. Utwór reprezentował Grecję w 66. Konkursie Piosenki Eurowizji w Turynie (2022).

## Tło
7 września 2021 nadawca ERT otworzył okres składania wniosków do 66. Konkursu Piosenki Eurowizji, w którym artyści i kompozytorzy mogli zgłosić maksymalnie po trzy utwory do 10 października 2021. Artyści musieli być podpisanymi z wytwórniami płytowymi oraz wskazać towarzyszącą im grupę artystyczną, a także pomysły lub koncepcja promocji i prezentacji utworu w ramach ich propozycji. 15 grudnia 2021 roku grecki nadawca publiczny Ellinikí Radiofonía Tileórasi (ERT) ogłosił, że Amanda Georgiadi Tenfjord będzie reprezentować Grecję w 66. Konkursie Piosenki Eurowizji (2022). Konkursowy utwór „Die Together” został zaprezentowany 10 marca 2022 w programie Studio 4. Utwór został napisany z myślą o umierającym związku. Według interpretacji portalu Wiwibloggs, „ [Amanda] zastanawia się jednak nad możliwością rozstania się z tym życiem w tym samym czasie co jej ukochana osoba. Oznaczałoby to, że będą ze sobą do samego końca, gdy śpiewa w refrenie.” W teledysku do piosenkarki dołącza jej kochanek. Chociaż przybywają do miasta na tej samej łodzi, para wydaje się żegnać na szczycie wzgórza, zanim partner Amandy sam wraca do łodzi.

## Notowania
| Kraj            | Notowanie (2022)             | Najwyższa pozycja |
| --------------- | ---------------------------- | ----------------- |
| Grecja          | IFPI Greece                  | 2                 |
| Islandia        | Plötutíðindi                 | 29                |
| Holandia        | Single Tip                   | 18                |
| Litwa           | Singlų Top 100               | 19                |
| Szwecja         | Sverigetopplistan Heatseeker | 5                 |
| Wielka Brytania | UK Download Chart            | 67                |